# Christian Ameln (1921–1990)
Christian Gerhard Ameln, född 4 december 1921 i Oscars församling i Stockholm, död 8 september 1990 i Högalids församling i Stockholm, var en svensk företagsledare.
Christian Ameln, som var son till direktören Carl H. A. Ameln och Brita Thorén, var verkställande direktör för AB Bröderna Ameln (Abba AB) i Stockholm 1948–1972 samt styrelseordförande där 1972–1977. Han var vice verkställande direktör för Pribo AB 1972–1975 samt vice verkställande direktör för Beijer Handel och Industri AB från 1975.
Bland hans styrelseuppdrag märks posten som styrelseordförande i Stockhaus & Co AB och AB Handelskredit. Vidare satt han i styrelserna för Götabanken, AB Pripps Bryggerier, Svenska EAN-kommittén, Beijerinvest Livsmedelsföretag 1975–1982 och Volvos livsmedelsföretag från 1982.
Första gången var han gift 1944–1956 med Madeleine Mörner (1922–2009) och andra gången 1956 med Berit Magnusson (1923–1981). Hans son Carl Ameln (född 1945) är förlagan till den animerade pojken på Kalles kaviar-tuben.